# 천상초등학교
천상초등학교는 대한민국 울산광역시 울주군에 있는 초등학교다.

## 학교 연혁
- 2004. 12. 08 천상초등학교 설립인가
- 2005. 03. 01 제1대 차충현 교장 부임
- 2005. 03. 01 천상초등학교 개교, 27학급 편성
- 2006. 02. 18 제1회 졸업식(계 121명)
- 2008. 09. 01 제2대 하갑진 교장 부임
- 2009. 03. 01 36학급 편성, 울산광역시교육청 지정 교원능력개발평가 시범학교 운영(1/1)
- 2011. 03. 01 39학급 편성(특수반 1)
- 2012. 03. 01 울산광역시교육청 지정 체육교육 정책연구학교 운영(2/2)
- 2013. 02. 22 제8회 졸업식(졸업생 수 181명) 총 1175명
- 2013. 03. 01 제3대 홍의국 교장 부임
- 2014. 02. 21 제9회 졸업식(졸업생 수 162명) 총 1175명
- 2014. 03. 01 40학급 편성(특수반 1)